# Щипцы
Щипцы́ — общее название столярного, слесарно-монтажного, парикмахерского инструмента в виде двух раздвигающихся на шарнире плоских или полукруглых концов (губ, щёк) с рукоятками, используемых для сжимания, схватывания, выдёргивания (к примеру, выдёргивания или загибания гвоздей, проволоки; горячей завивки волос; выщипывания волос на бровях).

## Инструменты
- Акушерские щипцы
- Щипцы для орехов
- Свечные щипцы — служат для снятия нагара со свечей.
- Татуировочные щипцы — щипцы для мечения сельскохозяйственных животных.
- Кулинарные щипцы — для захвата, сервировки и подачи кулинарных изделий
- Кухонные — для использования при приготовлении различных блюд (к примеру, для колки орехов)
- Косметические щипцы — для различных целей, к примеру загибания ресниц.
- Стоматологические щипцы — несколько видов щипцов, используемых при удалении зубов.
- Щипцы — парикмахерский инструмент, используемый для укладки и завивки волос.
- и другие.

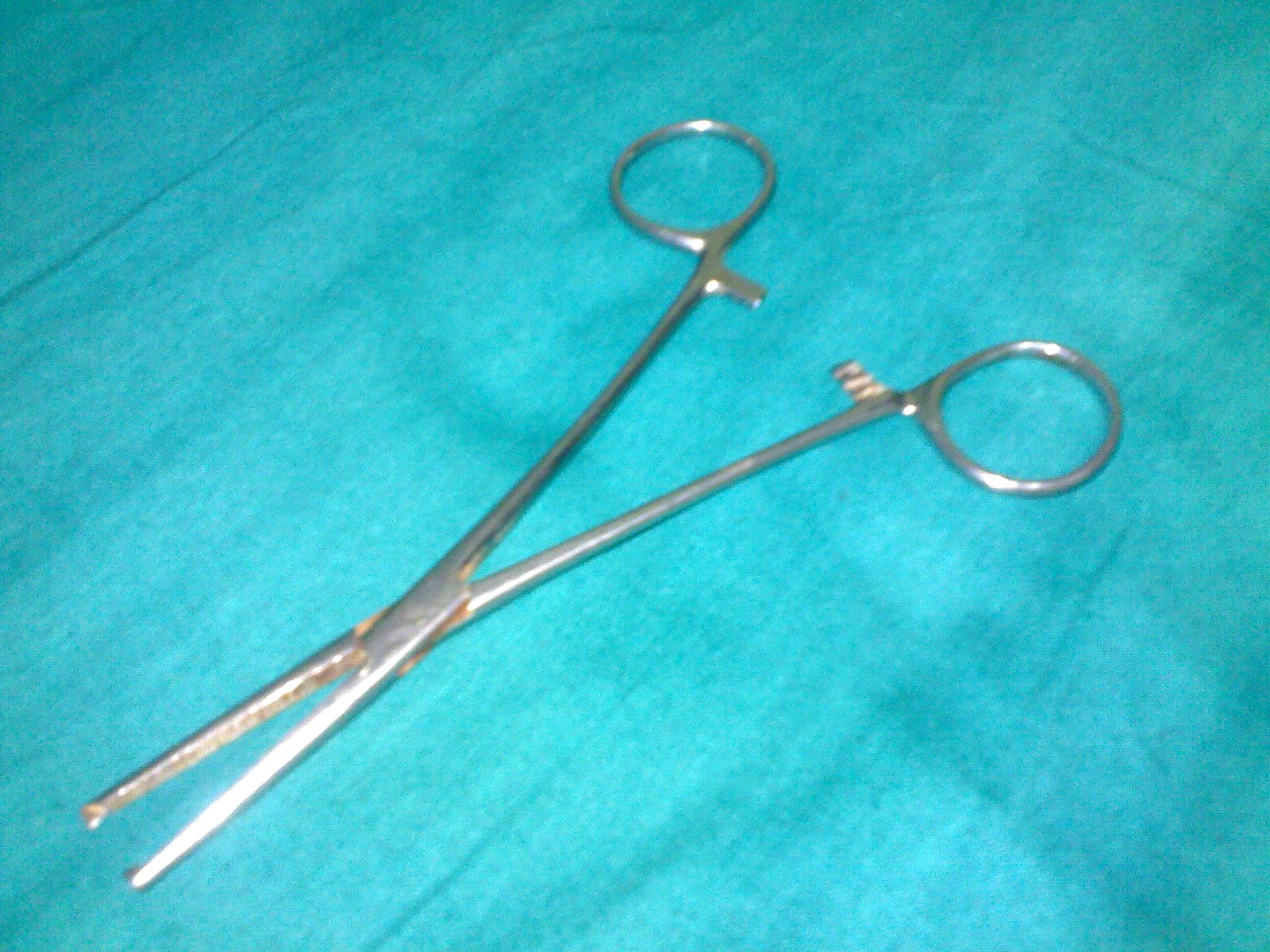
Зажим Кохера
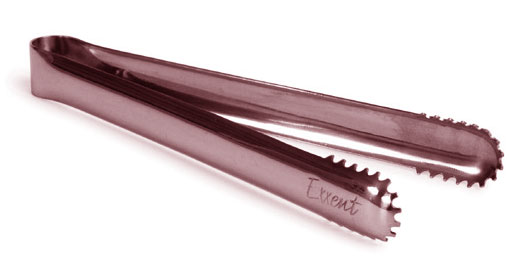
Щипцы кулинарные
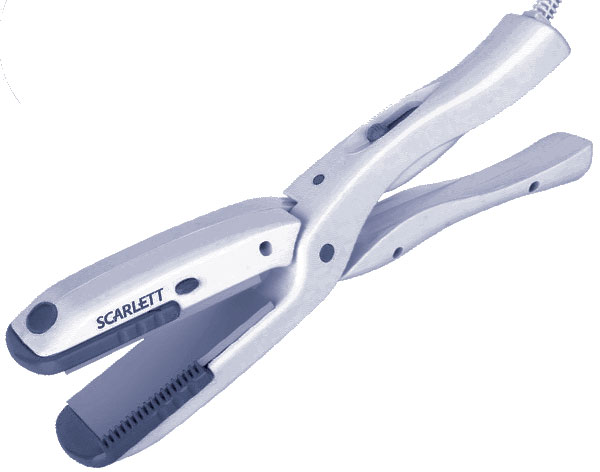
Щипцы косметические (для волос)
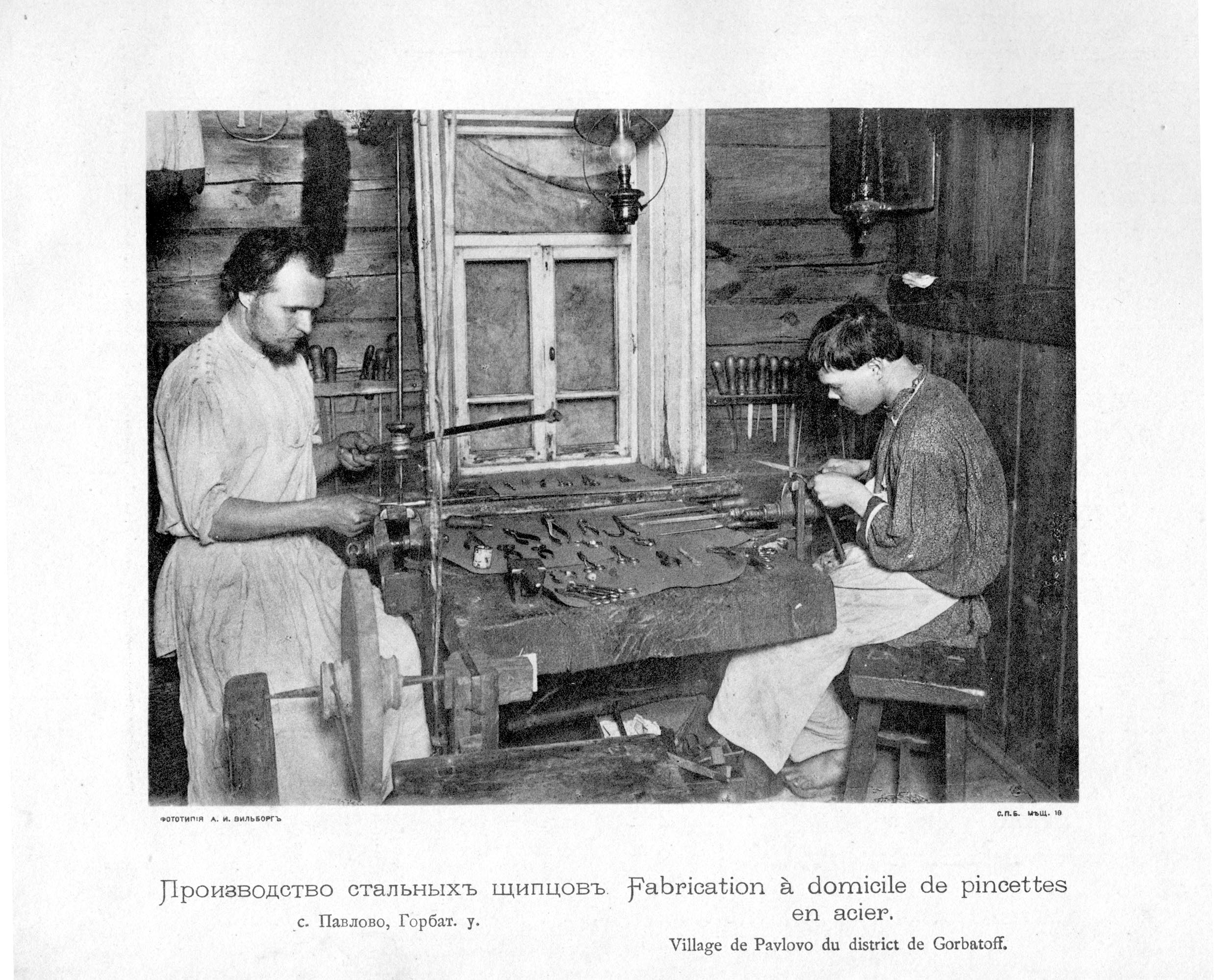
Производство стальных щипцов. Село Павлово Горбатовского уезда. 1896 год